# Cattedrale di Nancy

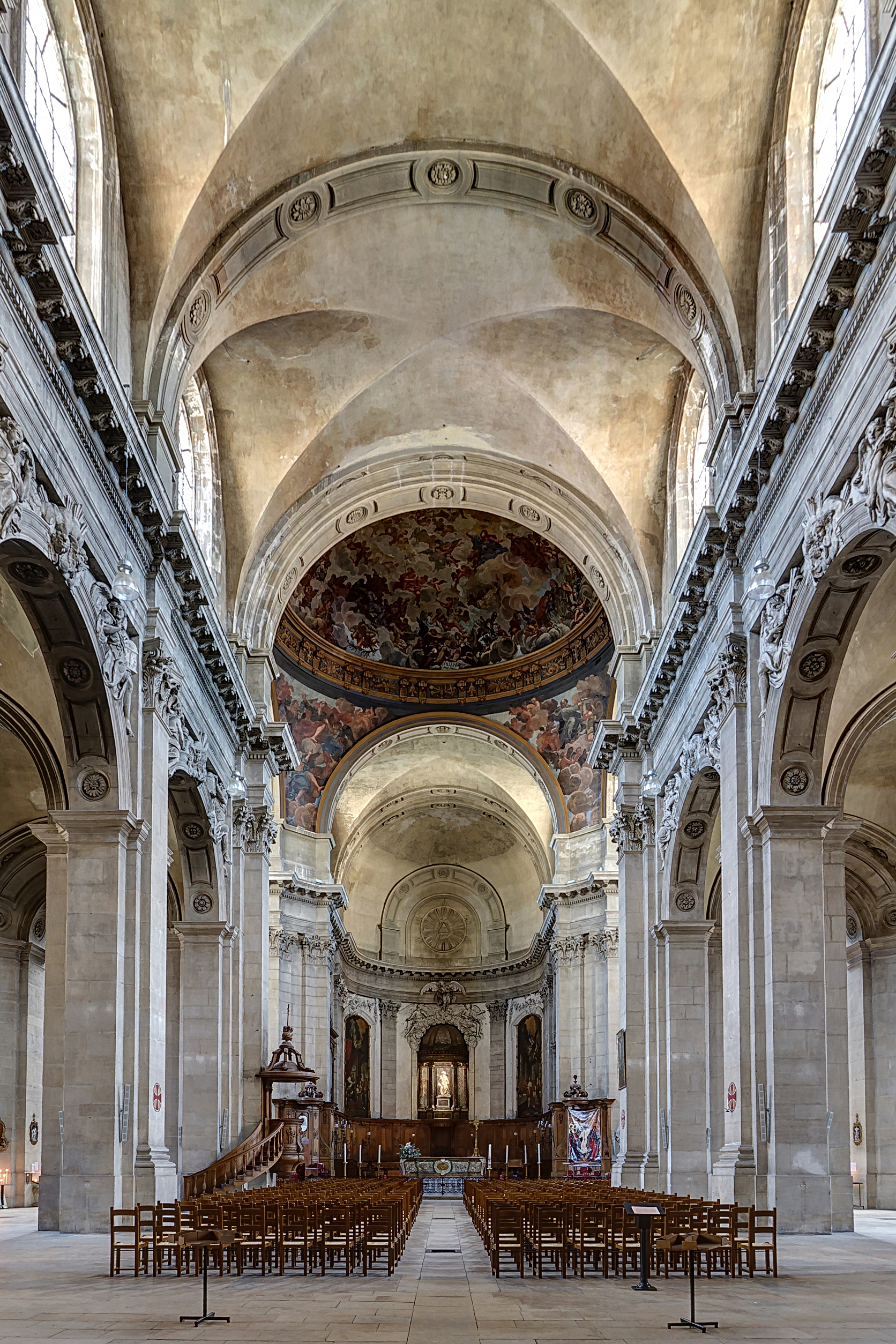
Interno

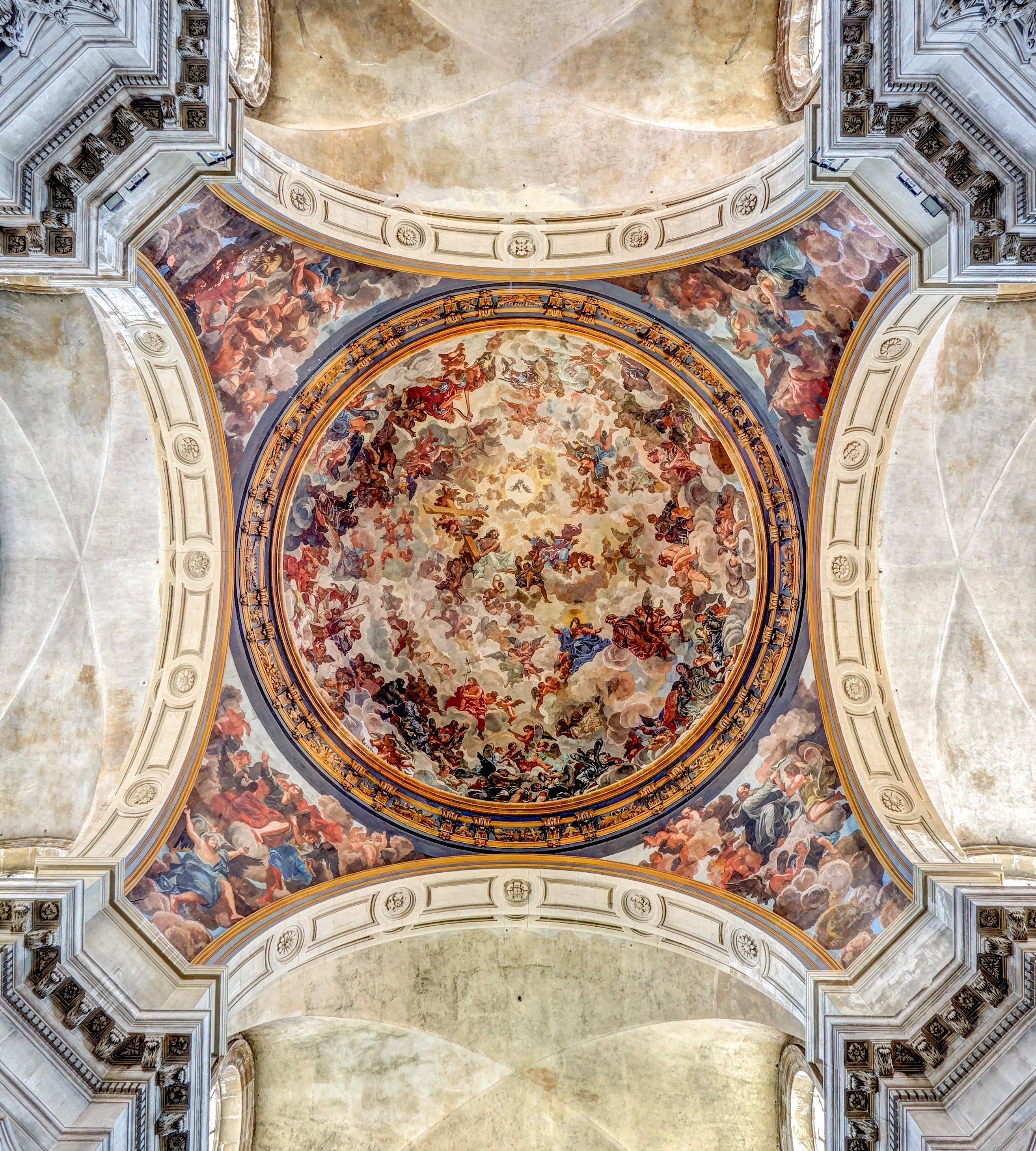
Interno della cupola con la Gloria celeste di Jacquart, 1723-27

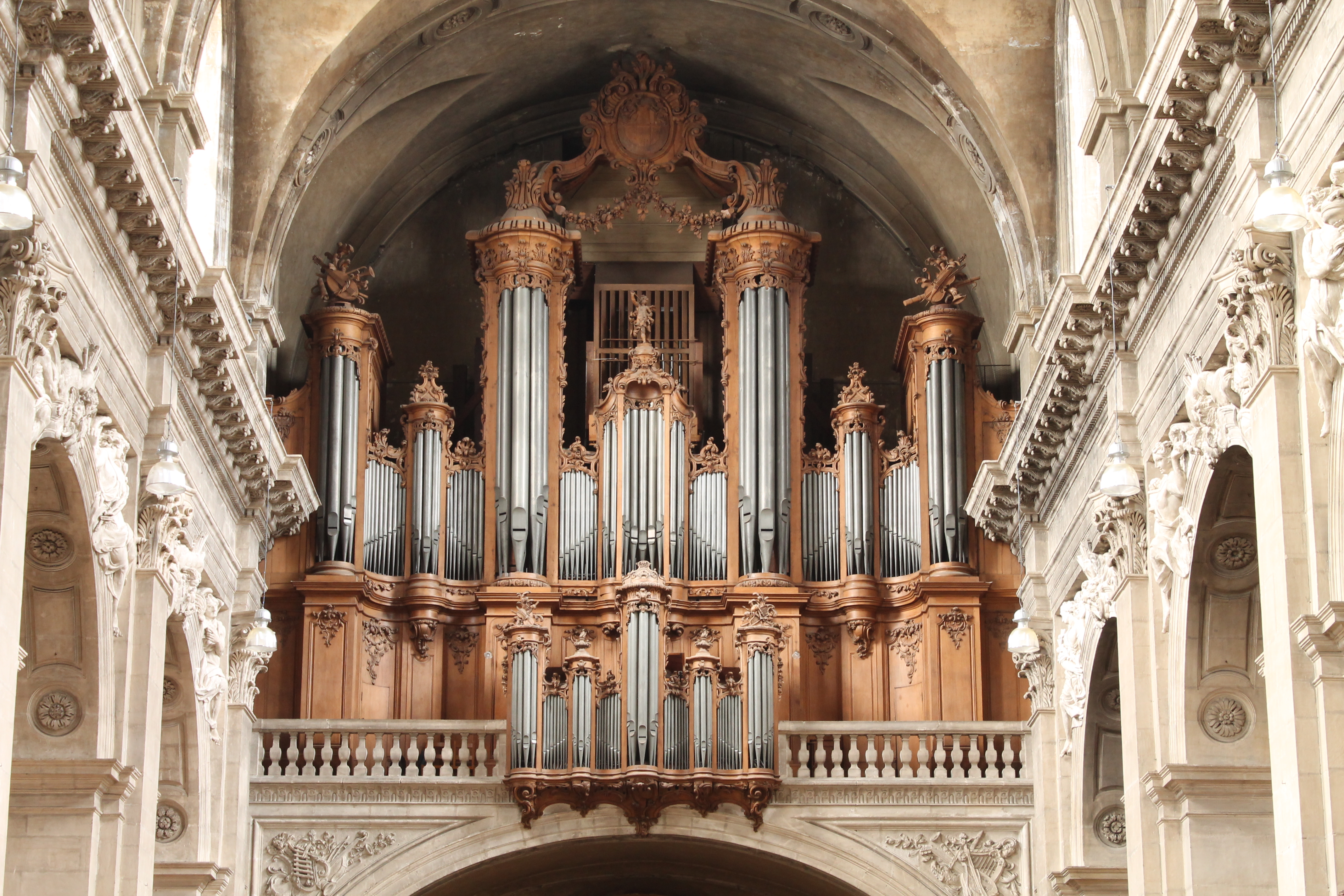
Organo maggiore

La cattedrale dell'Annunciazione (in francese: Cathédrale Notre-Dame-de-l'Annonciation) è la cattedrale primaziale cattolica della diocesi di Nancy, sita in Place Monseigneur-Ruch a Nancy nella regione della Lorena, in Francia. È stata eletta Monumento storico di Francia il 9 agosto 1906.

## Storia
Nel Medioevo, le città di Metz, Toul et Verdun, sottomesse all'autorità del loro principe vescovo, diventarono indipendenti dal Ducato di Lorena, e quest'ultimo non ebbe più alcuna Sede episcopale nel suo territorio; la sua capitale, Nancy, dipendeva allora dal vescovo di Toul. Inoltre il vescovato di Toul (con quelli di Metz e Verdun), entrò sotto la tutela francese nel 1552 come i Tre Vescovadi. I Duchi di Lorena tentarono allora di ottenere una sede episcopale a Nancy. Dopo varie vicissitudini riuscirono finalmente nel 1602 a far elevare Nancy a Sede primaziale (il titolo di "Primate di Lorena" era ben diverso dagli altri poiché non era legato allora, fino al 1777, ad una sede episcopale ma indicava il prelato più importante della Lorena). Durante la costruzione dell'attuale cattedrale, venne eretta una chiesa provvisoria sul sito oggi occupato dalla Chiesa di San Sebastiano, tuttavia il quartiere si stava notevolmente popolando e diveniva troppo stretto per ospitare degnamente dei canonici. Così una seconda, provvisoria, sorse fra la rue des chanoines e la rue Monstesquieu.
La costruzione dell'attuale edificio iniziò nel 1703 sotto il regno del duca Leopoldo di Lorena, poi continuato dall'ultimo duca di Lorena, il grande Stanislao Leszczyński. Comunque insoddisfatto del titolo acquisito per la chiesa, il duca Leopoldo propose nel 1717 la creazione di un vescovato a Saint-Dié, lorenese, cosicché fosse indipendente dai Tre Vescovadi. Malgrado l'appoggio del Vaticano, il Reggente di Francia, cognato del Duca, nel 1721 s'oppose fortemente alla costituzione di un vescovato lorenese.
Il Vescovato di Saint-Dié, o anche detto Quarto Vescovato, fu creato, infatti, solo nel 1777, sessant'anni più tardi, dieci anni dopo dell'annessione della Lorena alla Francia. In quello stesso anno la Primaziale di Nancy ricevette il titolo di cattedrale, in seguito all'erezione della nuova diocesi di  Nancy il cui vescovo ottenne ex officio il titolo primaziale legato a questa chiesa. Come le tre precedenti diocesi (Toul, Verdun e Metz) anche queste due furono, inizialmente (cioè prima della rivoluzione francese), suffraganee dell'arcidiocesi di Treviri.
Quando Charles-Martial-Allemand Lavigerie, vescovo di Nancy, viene designato nel 1867 arcivescovo di Algeri, la cattedrale riceve anche il titolo di Basilica minore da papa Pio IX.

## Descrizione

### Misure e dimensioni
| Lunghezza della navata          | 60 metri |
| Larghezza della navata centrale | 14 metri |
| Altezza delle torri             | 80 metri |

### Arte e architettura
I progetti della nuova chiesa primaziale di Nancy vennero disegnati nel 1700 dall'architetto milanese Giovan Betto, che s'ispirò alla basilica di Sant'Andrea della Valle a Roma. Già nel 1706 gli subentrò il grande Jules Hardouin Mansart che ne modificò i disegni, e infine terminata da Germain Boffrand nel 1742.
La cattedrale venne inaugurata con la mesa del 1º novembre 1742.
L'imponente facciata di un notevole equilibrio classico, è chiusa fra due campanili gemelli a base quadrata sormontati da padiglioni ottagonali cupolati che arrivano all'altezza di 80 metri. Nel progetto iniziale era prevista l'erezione di una cupola a coronamento della facciata, come mostra l'atipica lontananza delle torri fra loro; sostituita poi da Mansart con l'odierno frontone.
L'interno, con pianta a croce latina, è diviso in tre ampie navate, con tre cappelle per lato, transetto sormontato da cupola e presbiterio absidato.
È un tipico esempio dell'Architettura barocca secondo l'interpretazione del Classicismo francese. Il suo insieme risulta assai sobrio, tutto incentrato sulla cupola affrescata con la Gloria celeste eseguita fra il 1723 e il 1727 dal pittore locale Claude Jacquart. Le decorazioni scultoree si limitano alla navata centrale e presbiterio, dove le paraste corinzie sono intercalate da angeli scolpiti in altorilievo portano attributi simbolici della Vergine. Magnifiche cancellate in ferro battuto e dorato chiudono le cappelle laterali. Vennero realizzate dal celebre Jean Lamour fra il 1751 e il 1755, poco prima che realizzasse quelle ben più note della sfavillante Place Stanislas. L'altare maggiore in marmo policromo è del 1763, gli stalli del coro furono disegnati da Germain Boffrand.

### Organi a canne
L'organo a canne principale della cattedrale, situato sulla cantoria in controfacciata, è stato costruito nel 1763 dai fratelli organari lorenesi Dupont. In seguito, ha subito importanti rifacimenti, pur mantenendo intatta la sua cassa scolpita: nel 1814 da Jean-François Vautrin, nel 1861 da Aristide Cavaillé-Coll e, nel 1965, dalla ditta organaria Haerpfer-Erman. Lo strumento attuale, ha quattro tastiere di 54 note ciascuna e pedaliera di 30, con un totale di 4194 canne suddivise in 65 registri; la trasmissione è meccanica con leva Barker. Gli organisti titolari sono Johann Vexo dal 2009 e Guillaume Beaudoin dal 2014.
Alla sinistra del presbiterio, si trova un secondo organo a canne. Questo, costruito nel 1844 dall'organaro lorenese Joseph Cuvillier e restaurato nel 1912 dalla ditta organaria zurighese Kuhn Orgelbau, ha due tastiere di 56 note ciascuna ed una pedaliera di 32; la trasmissione è mista e i registri 16.

## Culto di san Sigeberto
Anche se la cattedrale è dedicata alla Madonna dell'Annunziata, una particolare devozione è portata a San Sigeberto, re Franco dell'Austrasia, patrono del Ducato di Lorena e a cui sembrano discendere i loro Duchi. Le sue reliquie furono traslate da Metz e per circa mille anni conservate a Nancy, quando vennero profanate, bruciate e disperse dalla furia della Rivoluzione francese. Una statua del santo-re è posta sulla facciata, e a lui è dedicata una cappella laterale e tre pale: Incoronazione, Carità ai Poveri e Apoteosi del santo.
Parte delle reliquie e degli oggetti preziosi della cattedrale appartennero fino alla rivoluzione francese alla celebre abbazia femminile di Bouxières-aux-Dames, il cui capitolo di canonichesse si era trasferito a Nancy nel 1787 presso la chiesa della Madonna del Buon Soccorso.